# 瀬古茂男
瀬古 茂男（せこ しげお、1935年4月10日 - 2015年6月13日）は、日本の経営者。明電舎社長、会長を務めた。

## 来歴・人物
東京都出身。1959年に早稲田大学工学部電気工学科を卒業し、同年に明電舎に入社した。1989年6月に取締役に就任し、1991年6月に常務、1995年6月に専務を経て、1998年6月に社長に就任。2002年6月に会長に就任し、2006年6月から相談役を務めた。
2015年6月13日、心不全のために死去。80歳没。